# Bedřich Bouček
Bedřich Bouček, narozen 30. 8. 1904 v Praze, zemřel 5. 6. 1975 v Praze, byl český geolog, paleontolog a pedagog, přední znalec fauny českých starších prvohor, přírodovědec. Jako středoškolský profesor působil na reálném gymnáziu v Litomyšli a v Praze. Pak profesor na pedagogické fakultě všeobecné paleontologie. Vědecký pracovník Ústředního ústavu geologického a odborný publicista.

## Životopis a odborné působení
Narodil se 30. srpna 1904 v Praze. Jeho otec, soudní úředník, ho vedl k zájmu o přírodu. Jako gymnazista se seznámil s Janem Kolihou z Národního muzea, Jiřím Šufem, Celdou Kloučkem a dalšími paleontology. Od roku 1923 studoval přírodní vědy a zeměpis na Přírodovědecké fakultě Univerzity Karlovy u Jaroslava Pernera. Svůj hlavní zájem věnoval paleontologii a geologii. Začal vědecky pracovat a publikovat, zejména o českém ordoviku. V roce 1928 získal titul RNDr.za studii o paleozoických láčkovcích rodu Conularia. Krátce byl pomocným asistentem v Národním muzeu a na Univerzitě Karlově. V letech 1933–1947 učil na středních školách v Litomyšli a Praze. Roku 1934 se na Univerzitě Karlově habilitoval pro obor zoopaleontologie prací o silurských graptolitech. Ke geologii přivedl syna pražských německých přátel Heinricha Karla Erbena (1921–1997). Po válce Erben jako významný paleontolog ve Spolkové republice Německa a činitel Mezinárodní unie geologických věd (IUGS) podporoval uplatnění výsledků českých vědců. Od roku 1947 byl profesorem geologie na nové Pedagogické fakultě Univerzity Karlovy, po její přeměně roku 1952 na Vysokou školu pedagogickou vedoucím katedry geografie a geologie. V letech 1959–1961 působil na Přírodovědecké fakultě Univerzity Karlovy, od roku 1961 v Geologickém ústavu ČSAV. Roku 1956 získal titul DrSc. Po období stagnace po smrti Joachima Barranda (1883) oživil výzkum spodního paleozoika (starší prvohory) v geologické jednotce Barrandienu mezi Plzní a Brandýsem nad Labem. Studoval zejména ordovik a silur (stáří 488–416 milionů let) a faunu graptolitů. (Graptoliti, vymřelá třída Graptolithina, byli mořští koloniální polostrunatci, významní pro biostratigrafii a globální korelaci vrstev ordoviku až devonu). Popsal řadu nových druhů, zabýval se jejich evolucí. Spolupracoval s ním zejména Alois Přibyl a německý paleontolog Arthur Münch. V té době byli graptoliti známi jen z ordoviku a siluru, Bouček je roku 1966 jako první na světě nalezl v devonu. Na odkryvech zpracovával celé vrstevní sledy, včetně vrstev chudých na fosilie. Proto mohl podle anglického pojetí biostratigrafie v siluru Barrandienu vymezit více než 30 zón s typickými druhy graptolitů. Bylo to detailnější členění než v klasické oblasti ve Walesu a Anglii. Zásluhou Boučka a A. Přibyla byl v Barrandienu v padesátých letech dvacátého století nejlépe zpracovaný silur na světě. Studoval i trilobity, ramenonožce, malé korýše ostrakody, tentakulity (vymřelá skupina nejasného zařazení), stopy po činnosti organismů, petrografii sedimentů, procesy v sedimentačních pánvích, paleogeografii (rozšíření pevnin a moří v době usazování jednotlivých vrstev). Roku 1966 spolu s Radvanem Horným a Ivo Chlupáčem upřesnili hranici silur – devon v Barrandienu, což posléze umožnilo Ivu Chlupáčovi navrhnout IUGS odkryv této hranice na vrchu Klonk u Berouna za mezinárodní standard – stratotyp. Na 24. mezinárodním geologickém kongresu (MGK) v Montrealu roku 1972 (mj. s podporou profesora Erbena) byla tato lokalita schválena jako světový stratotyp hranice silur – devon. Zabýval se i jinými oblastmi. Na Moravě popsal graptolity ze siluru u Stínavy v Drahanské vrchovině (1935) a lilijice z devonu, studoval sedimenty terciéru moravských Karpat, na Slovensku devon, karbon a perm v okolí Dobšiné a Zemplína, dále graptolity z Durynska (Německo) a Jugoslávie. Přijímal nové podněty, jako první český paleontolog použil biometrii a statistickou analýzu (1940 u ramenonožců). Roku 1972 reagoval na v té době novou teorii deskové tektoniky. V příspěvku na 24. mezinárodním geologickém kongresu v Montrealu vysvětlil, že zeměpisné rozšíření graptolitových faun v ordoviku ukazuje na pozdější oddělení Jižní Ameriky od Afriky. Podílel se na vydání řady učebnic geologie a fyzické geografie pro střední a vysoké školy, propagoval výuku nauk o Zemi na středních školách. Napsal mnoho popularizačních článků, velmi populární a ceněné byly Geologické vycházky do pražského okolí. Napsal celkem 215 prací. Podílel se na uspořádání mezinárodní konference o stratigrafii siluru a devonu v Praze (1958) a o Joachimu Barrandovi v Liblicích (1969). Na 23. mezinárodním geologickém kongresu v Praze v srpnu 1968 vedl exkurzi po významných paleontologických lokalitách. Byl čestným členem Všesvazové paleontologické společnosti (SSSR), v letech 1968–1972 prezidentem International Paleontological Union, poté členem jejího výkonného výboru. Ve 40.–60. letech dvacátého století patřil spolu s Dmitrijem Andrusovem k nejznámějším československým geologům v zahraničí. Zemřel na následky úrazu při autonehodě 5. 6. 1975 v Praze.
Ke 100. výročí jeho narození se 20. října 2004 konal na Přírodovědecké fakultě UK v Praze seminář, na kterém bylo konstatováno, že profesor Bouček je nejvýznamnějším badatelem, který se věnoval studiu starších prvohor po období působení Joachima Barranda. Během své vědecké kariéry se postupně věnoval i řadě skupin zkamenělin a stratigrafii různých období staršího paleozoika. Dále zavedl do paleontologie a stratigrafie nové metody (profilování vrstvy po vrstvě, variační statistika) a také napsal učebnice, skripta a populární průvodce po lokalitách v Praze a okolí. Veliký přínos měl pro stratigrafii, když rozpoznal druhy zkamenělin, které jsou vhodné pro biostratigrafii..

## Vědecké práce
Je autorem několika set vědeckých prací, z kterých jsou nejdůležitější:
- Revize českých paleozoických konularií (1928)
- Monografie der obersilurischen Graptolithen aus der Familie Cyrtograptidae = Monografie svrchnosilurských graptolitů z čeledi cyrtograptidae (1933)
- Die Ostrakoden des böhmischen Ludlows (Ostrakodi českého ludlowu)
- Retioliti českého Llandovery a spodního wenlocku
- Dendroidní graptoliti českého siluru
- O vrstvách záhořanských českého ordoviku[5]

## Knihy
- Život pod drobnohledem (1955)

- Geologie II. (1963)

- Geologie I. (1954)
- Základy darvinizmu (1956)

- Naše modrá planeta - Život na zemi (1972)

- Geologické výlety do okolí pražského (1941)

- Geologické vycházky do pražského okolí (1951)

- Geologie pro střední školy (1950).[6]